# Odio le stelle
Odio le stelle è un singolo del cantautore italiano Francesco Sarcina, pubblicato il 27 settembre 2013 come secondo estratto dal primo album in studio Io.

## Descrizione
Il brano, definito dal giornale la Repubblica «una ballata di buon respiro melodico», è stato dedicato al padre di Sarcina.

## Video musicale
Il videoclip è stato pubblicato in concomitanza con l'uscita del singolo sul canale YouTube del cantante.